# برايان هوارد (لاعب كرة قدم)
برايان هوارد (بالإنجليزية: Brian Howard)‏ (23 يناير 1983 بونشستر في المملكة المتحدة - ) هو لاعب كرة قدم بريطاني في مركز الوسط. شارك مع منتخب إنجلترا تحت 16 سنة لكرة القدم ومنتخب إنجلترا تحت 17 سنة لكرة القدم ومنتخب إنجلترا تحت 19 سنة لكرة القدم ومنتخب إنجلترا تحت 20 سنة لكرة القدم. أما مع النوادي، فقد لعب مع أكسفورد يونايتد وبرمنغهام سيتي وسسكا صوفيا وسويندون تاون وشيفيلد يونايتد ونادي بارنسلي ونادي بريستول سيتي ونادي بورتسموث ونادي ريدنغ ونادي ساوثهامبتون ونادي ميلوول وHC CSKA Sofia ‏ وEastleigh F.C. ‏ وAlresford Town F.C. ‏.

## وصلات خارجية
- برايان هوارد على موقع قاعدة بيانات كرة القدم.إي يو (الإنجليزية)
- برايان هوارد على موقع Soccerbase.com (لاعب) (الإنجليزية)
- برايان هوارد على موقع Soccerway.com (الإنجليزية)